# Stan Storimans
Stanislaus Norbertus Ida Maria (Stan) Storimans (Tilburg, 8 januari 1969 – Gori (Georgië), 12 augustus 2008) was een Nederlands cameraman in dienst van RTL Nieuws die tijdens de verslaglegging van de Russisch-Georgische Oorlog in 2008 in Georgië om het leven kwam.

## Loopbaan
Als vakantiebaan kwam Storimans in Tilburg bij Persbureau Van Eijndhoven waar hij geluid-, montage- en camerawerk deed. Hij specialiseerde zich in het camerawerk. Storimans was vanaf het begin van de uitzendingen van RTL Nieuws – vanaf 1989 – bij dit commerciële tv-journaal in dienst. Zijn belangrijkste reportages maakte hij in conflictgebieden, zoals in 1997 in het toenmalige Zaïre, in Ethiopië en later in Afghanistan. Daarnaast filmde hij belangrijke sportevenementen, zoals de Olympische Winterspelen van 2002 en 2006, en het Europees kampioenschap voetbal van 2008. Sinds 2000 beschikte hij in zijn Noord-Brabantse woonplaats Goirle over een eigen mediabedrijf, Storicam Mediaproducties geheten, waarvoor hij vier mensen in dienst had.

## Overlijden
In augustus 2008 was Storimans met correspondent Jeroen Akkermans in Georgië om verslag te doen van het conflict tussen Rusland en Georgië over Zuid-Ossetië. Op 12 augustus 2008 kwam Stan Storimans samen met elf Georgische burgers om het leven als gevolg van een bombardement van het Russische leger op de stad Gori. Akkermans raakte daarbij gewond aan een been. Beiden waren geraakt door rondvliegende granaatscherven vlak bij hun auto. Een onbekend aantal mensen raakte gewond. Naar aanleiding van de dood van Storimans ontbood de Nederlandse minister van Buitenlandse Zaken Verhagen de Russische ambassadeur in Den Haag.

### Russische propaganda
Een dag na zijn overlijden verscheen op de Russische nieuwswebsite L!fe een verhaal dat Storimans door een verkeersongeval om het leven was gekomen en dat de Europese propagandamachine het als een Russische aanval wilde doen voorkomen. Op de foto's van L!fe waren onder andere journalist Akkermans te zien, die de gewonde Israëlische journalist Zadok Yehezkeli probeert te helpen. Volgens L!fe was Akkermans echter de gewonde niet aan het helpen maar aan het verslepen vanaf de plek van het vermeende ongeval teneinde het 'verkeersongeval' te doen voorkomen als een Russische aanval. L!fe schreef dat Gori niet getroffen was door een raket, er was volgens het  geen inslag te zien. Volgens andere – ook Russische – kranten was er wel sprake van een aanval van de zijde van Rusland. Volgens mensenrechtenorganisatie Human Rights Watch was er geen inslag van een raket te zien omdat Storimans werd gedood door een clusterbom. Rusland ontkende het gebruik van clusterbommen in Georgië.

### Begrafenis
Storimans werd op donderdag 21 augustus 2008 begraven op de begraafplaats Vredehof in Tilburg. De Georgische presidentsvrouw Sandra Roelofs bood aan bij de uitvaart aanwezig te zijn. Dit aanbod wees de familie van Storimans af, omdat ze geen politieke lading wilden geven aan de uitvaart. De dienst in de Sint-Lucaskerk werd bijgewoond door de ministers Ronald Plasterk en Maxime Verhagen. Ook RTL-collega's waren aanwezig, onder wie correspondent Jeroen Akkermans.
In 2018 werd Storimans postuum onderscheiden met de "Orde van de Eer" van Georgië.

### Publicaties over Storimans
De journalist Johan van Grinsven werkte aan een verhalenbundel over Stan Storimans, die eind 2008 zou verschijnen. Van Grinsven nam hem voor dit doel diverse interviews af, en checkte de feiten bij diens collega's. Bij Storimans' dood was het boek nog niet verschenen. Zijn familie wilde dat het boek toch zou worden afgemaakt en alsnog zou verschijnen. Stan Storimans. Oog op de wereld is gepubliceerd op 8 januari 2009, de dag dat Storimans veertig jaar zou zijn geworden.
In augustus 2018, tien jaar na zijn dood, zond RTL een documentaire uit over Storimans, De zinloze moord op Stan Storimans, van Vincent Verweij.

## Onderzoeken en vervolging
In augustus 2008 stelde minister van Buitenlandse Zaken Maxime Verhagen een missie in om onderzoek te doen naar de omstandigheden waaronder Storimans stierf. Deze missie is van 29 augustus tot 3 september in Georgië geweest. In Gori heeft de missie met een aantal getuigen gesproken en materiaal veiliggesteld. Ook een grote hoeveelheid video- en fotomateriaal van het incident ging mee naar Nederland. Daar werd dit materiaal geanalyseerd door Defensie en het NFI.
Op grond van de resultaten van deze analyses kwam de missie tot de volgende conclusies:
- Storimans werd gedood door één kogeltje van 5 mm afkomstig van een anti-personeelssubmunitie van een clusterwapen;
- Het plein in Gori is getroffen door een clusterwapen dat een twintigtal exploderende submunities afwierp. Naast Storimans zijn nog vier anderen dodelijk getroffen en zijn een aantal anderen licht- of zwaargewond geraakt door de kogeltjes;
- Het clusterwapen is afgeworpen door een raket van het type SS-26, afkomstig van de Russische Federatie.[14]

De Russische autoriteiten beloofden bij monde van toenmalig president Medvedev onderzoek te doen naar de dood van de twaalf. Hier werd verder niets meer van vernomen, waarop premier Rutte in april 2013 bij Medvedevs opvolger Poetin informeerde naar de voortgang. In juli 2013 maakte het Nederlandse ministerie van Buitenlandse Zaken echter bekend dat Rusland de zaak definitief had gesloten.
De Georgische nabestaanden, de weduwe van Storimans en de journalisten Yehezkeli en Akkermans gingen in 2013 door met een zaak tegen Rusland bij het Europees Hof voor de Rechten van de Mens, een zaak die door Nederland werd gesteund. Het hof oordeelde begin 2021 dat het zich niet kan uitspreken over wat er in de actieve fase van de oorlog gebeurde. Tevens was een procedure gestart bij het Internationaal Strafhof dat zich in 2015 over de zaak boog en drie arrestatiebevelen uitvaardigden, echter voor personen die niets met de zaak-Storimans te maken hadden.
In april 2024 deed Akkermans, mede namens de weduwe Storimans, aangifte bij het Team Internationale Misdrijven van het Openbaar Ministerie tegen zes Russische militairen die betrokken geweest zouden zijn bij het bombardement wat leidde tot de dood van Storimans. Het bewijs hiervoor werd onder meer op basis van open source intelligence (OSINT) verzameld.

## Stan Storimans Prijs
Op 12 november 2009 werd de eerste Stan Storimans Prijs uitgereikt, een prijs voor cameramensen van nieuws- en actualiteitenprogramma's. Initiatiefnemer en organisator was Peter van der Maat, hoofdredacteur van de actualiteitenrubriek Netwerk, die als verslaggever voor het NOS Journaal en RTL Nieuws sinds 1988 veelvuldig met Storimans had samengewerkt. De prijs werd uitgereikt door de weduwe van Stan Storimans. Met ingang van 2015 is de Stan Storimans Prijs opgenomen in de Tegel: de Storimans Tegel. De eerste uitreiking vond plaats op 31 maart 2016 in Den Haag.

### Laureaten
- 2009: Joris Hentenaar, voor een reportage voor het actualiteitenprogramma NOVA.
- 2010: Rachid el Mourif, voor zijn Netwerk-reportage over de aardbeving in Haïti.[21]
- 2011: Ivo Coolen, voor zijn reportage over de Egyptische Revolutie voor Nieuwsuur.
- 2012: Roel Rekko (NOS Journaal), voor zijn reportage over de begrafenis van een vermoorde politicus in Syrië.
- 2013: Jeroen Kelderman (RTV Drenthe, camerajournalist), voor een reportage over het werk van de luchtmobiele brigade in Kunduz, Afghanistan.[22]
- 2014: Erik Kooyman (Omroep West), voor een documentaire over de Schilderswijk in Den Haag.[23]